# Epuraea boreella
Epuraea boreella är en skalbaggsart som först beskrevs av Zetterstedt 1828.  Epuraea boreella ingår i släktet Epuraea, och familjen glansbaggar. Arten är reproducerande i Sverige.